# Болчары
Болчары — село в России, находится в Кондинском районе, Ханты-Мансийского автономного округа — Югры. Административный центр сельского поселения Болчары.

## История
Первые упоминания села датируются 1715 годом. В этот год в селе была открыта православная церковь.
В 1890 году в Болчарах была уже школа. В 1922 году в ней обучалось 22 человека.
По переписи 1926 года в селе насчитывалось 48 хозяйств, в которых проживало 158 человек — 80 русских и 78 хантов. Через село проходил зимник с западных территорий округа до города Тобольска. 
В 1934 году в Болчарах открывается семилетняя школа, в 1962 году — восьмилетняя школа.
С 1939 года в селе действовал приемный пункт рыбы.
В 1959 году построена звероферма.
В 1962 году в село переехал Сосновский леспромхоз от Омского Союзмолтреста. Рабочие на лесозаготовки приезжали из Омской области. Лес и пиломатериалы на баржах вывозились по реке Конде.

## Население
| 1989 | 2002  | 2010  | 2021  |
| ---- | ----- | ----- | ----- |
| 2265 | ↘1962 | ↘1706 | ↘1470 |

Население на 1 января 2008 года составляло 2070 человек.
Состав населения: манси, ненцы, русские, ханты.

## Климат
Климат резко континентальный, зима суровая, с сильными ветрами и метелями, продолжающаяся шесть месяцев. Лето относительно тёплое, но быстротечное.